# 17 f.Kr.
17 f.Kr. var ett skottår som började en fredag i den proleptiska julianska kalendern, men i verkligheten antingen ett normalår som började en söndag eller måndag, eller ett skottår som började en lördag, söndag eller måndag i den julianska kalendern (se skottårsfelet i den julianska kalendern för mer information).

## Händelser

### Efter plats

#### Romerska riket
- Horatius hymn Carmen Saeculare beställs av kejsar Augustus till de Ludi Saeculares, som hålls för att fira slutet av den femte eran (saeculum) sedan Roms grundläggning.

## Födda
- Gnaeus Domitius Ahenobarbus, son till Lucius Domitius Ahenobarbus och Antonia den äldre
- Lucius Caesar, son till Marcus Vipsanius Agrippa och Julia den äldre